# Catedral de Nuestra Señora del Carmen (Guasdualito)
La Catedral de Nuestra Señora del Carmen o simplemente Catedral de Guasdualito es el nombre que recibe un edificio religioso que pertenece a la Iglesia Católica y se encuentra ubicado entre las Calles Bolívar y Sucre y la Avenida Miranda de la localidad de Guasdualito cerca de la frontera con Colombia y del Estado Barinas en el Municipio Páez del Distrito Metropolitano Alto Apure en la parte oeste del Estado Apure, en la región llanera del país sudamericano de Venezuela.
Se trata de un templo que sigue el rito romano o latino y funciona como la sede de la Diócesis de Guasdualito sufragánea de la Arquidiócesis metropolitana de Mérida y que fue creada por decisión del papa Francisco el 3 de diciembre de 2015. El edificio empezó como templo parroquial («Iglesia de Nuestra Señora del Carmen») que adquirió el estatus de catedral en el mismo año con la separación de la jurisdicción de la diócesis de San Fernando de Apure (Dioecesis Sancti Ferdinandi Apurensis).
Las campanas fueron donadas en 1940 mientras que reloj de la catedral fue donado por el italiano Vicenzo Guarino en 1954. en febrero de 1948 fue afectado por un incendio por lo que tuvo que ser reparada. En 1988 la catedral entonces aun parroquia sufrió modificaciones importantes en su estructura.